# Humulus cordifolius
Humulus cordifolius là một loài thực vật có hoa trong họ Cannabaceae. Loài này được Miq. mô tả khoa học đầu tiên.